# Potència de Planck
La potència de Planck, simbolitzat com PP, és la unitat de potència al sistema d'unitats naturals conegut com a unitats de Planck.
La potència de Planck s'expressa com:
{\displaystyle P_{P}={\frac {E_{P}}{t_{P}}}={\frac {\hbar }{t_{P}^{2}}}={\frac {c^{5}}{G}}\approx } 3,62831 × 1052 W
on
- {\displaystyle E_{P}} és l'energia de Planck
- {\displaystyle t_{p}=(\hbar G/c^{5})^{\frac {1}{2}}} és el temps de Planck
- {\displaystyle \hbar } és la constant de Planck reduïda
- {\displaystyle c} és la velocitat de la llum al buit
- {\displaystyle G} és la constant de la gravitació

L'energia de Planck dividida pel temps de Planck (aproximadament 3,62831 × 1052 W) és una unitat massa gran. L'esclat de raigs gamma, el fenomen físic més intens i lluminós que es coneix, seria de l'ordre d'1 × 1045 W, menys d'una deumil·lionèssima 
part de la potència de Planck. De fet passar d'un quart de la potència de Planck produiria un horitzó d'esdeveniments sota la relativitat general.